# Туризм і відпочинок
«Туризм і відпочинок» — рекламно-інформаційна газета. Засновник і видавець — ПП «Домінус».
Виходить від травня 2006 у м. Тернополі.
Шеф-редактор — М. Григор; головний редактор — Володимир Андріїшин.
Тижневик містить інформацію про туристичний бізнес, еміграцію, навчання, роботу, мандри та відпочинок в Україні й за кордоном.
Наклад — 25 тисяч примірників.